# Aeroflot-vlucht 593
Aeroflot-vlucht 593 was een Airbus A310-304 van de Russische luchtvaartmaatschappij Aeroflot (RAL), die op 23 maart 1994 neerstortte tijdens een vlucht van Moskou naar Hongkong. Het toestel stortte neer op een heuvel in Siberië. Alle inzittenden kwamen om. De cockpitvoicerecorder onthulde later dat de piloot zijn 15 jaar oude zoon, Eldar Koedrinski, een stuk had laten vliegen.

## Incident
De piloot die dag was Jaroslav Koedrinski.  Hij had zijn twee kinderen meegenomen. Het was hun eerste internationale vlucht. Ze zochten hem op in de cockpit tijdens de vlucht. Aeroflot stond toe dat piloten hun familieleden een keer per jaar mee lieten vliegen.
Het vliegtuig vloog op de automatische piloot, dus besloot Koedrinski tegen alle wetgevingen van de luchtvaart in zijn kinderen eens plaats te laten nemen in de pilotenstoel. Eerst nam zijn dochter Jana plaats. Koedrinski paste de koers van de automatische piloot een beetje aan om haar te laten denken dat zij het vliegtuig bestuurde, hoewel ze in feite niets deed. Daarna nam Koedrinski's zoon, Eldar, plaats achter de stuurknuppel. Eldar zette echter meer kracht op de stuurknuppel, waardoor de automatische piloot zich deels uitschakelde. Hierdoor bleven de meeste systemen op de automatische piloot werken, maar schakelde de besturing van het rolroer zich weer om naar handbediening. Niemand in de cockpit merkte dit daar de piloten gewend waren dat het vliegtuig een geluidssignaal geeft indien het rolroer op handbediening wordt gezet. In de Airbus ging echter alleen een lampje branden.
Eldar was de eerste die opmerkte dat er iets niet klopte toen het vliegtuig naar rechts begon te hellen. Toen het toestel een hellingshoek van 45 graden had probeerde de copiloot in te grijpen, dit duurde echter nog 2,5 seconden doordat zijn stoel naar achteren was verschoven. Inmiddels rolde het vliegtuig verder naar rechts tot 90 graden hellingshoek en begon snel te dalen. Door de snelle daling en de poging om het vliegtuig hiervan te herstellen namen de G-krachten in de cockpit dusdanig toe dat Koedrinski er niet in slaagde zelf weer in zijn stoel te gaan zitten. Het vliegtuig kwam in een tolvlucht terecht waaruit het niet hersteld kon worden en verongelukte.

## Documentaire
Het ongeluk stond centraal in de aflevering "Kid in the Cockpit" van de serie Air Crash Investigation.